# Liste der Monuments historiques in Penvénan
Die Liste der Monuments historiques in Penvénan führt die Monuments historiques in der französischen Gemeinde Penvénan auf.

## Liste der Bauwerke
| Bezeichnung                                      | Beschreibung | Standort                | Kennzeichnung | Schutzstatus | Datum | Bild           |
| ------------------------------------------------ | ------------ | ----------------------- | ------------- | ------------ | ----- | -------------- |
| Kapelle Notre-Dame de Port-Blanc                 |              | Rue du Menhir (Lage)    | PA00089372    | Classé       | 1936  | weitere Bilder |
| Neolithische Grabstätte                          |              | Rue d’Armor (Lage)      | PA00089377    | Classé       | 1936  | weitere Bilder |
| Menhir von Kervéniou                             |              | Rue du Sémaphore (Lage) | PA00089376    | Classé       | 1965  | weitere Bilder |
| Menhir von Kerbelven                             |              | 6, rue du Menhir (Lage) | PA00089375    | Inscrit      | 1970  | weitere Bilder |
| Menhir von Kerbelven                             |              | Parc-Min (Lage)         | PA00089374    | Inscrit      | 1964  | weitere Bilder |
| Manoir de Kerbeulven (Herrenhaus) mit Taubenturm |              | (Lage)                  | PA00089373    | Inscrit      | 1970  | weitere Bilder |

## Liste der Objekte

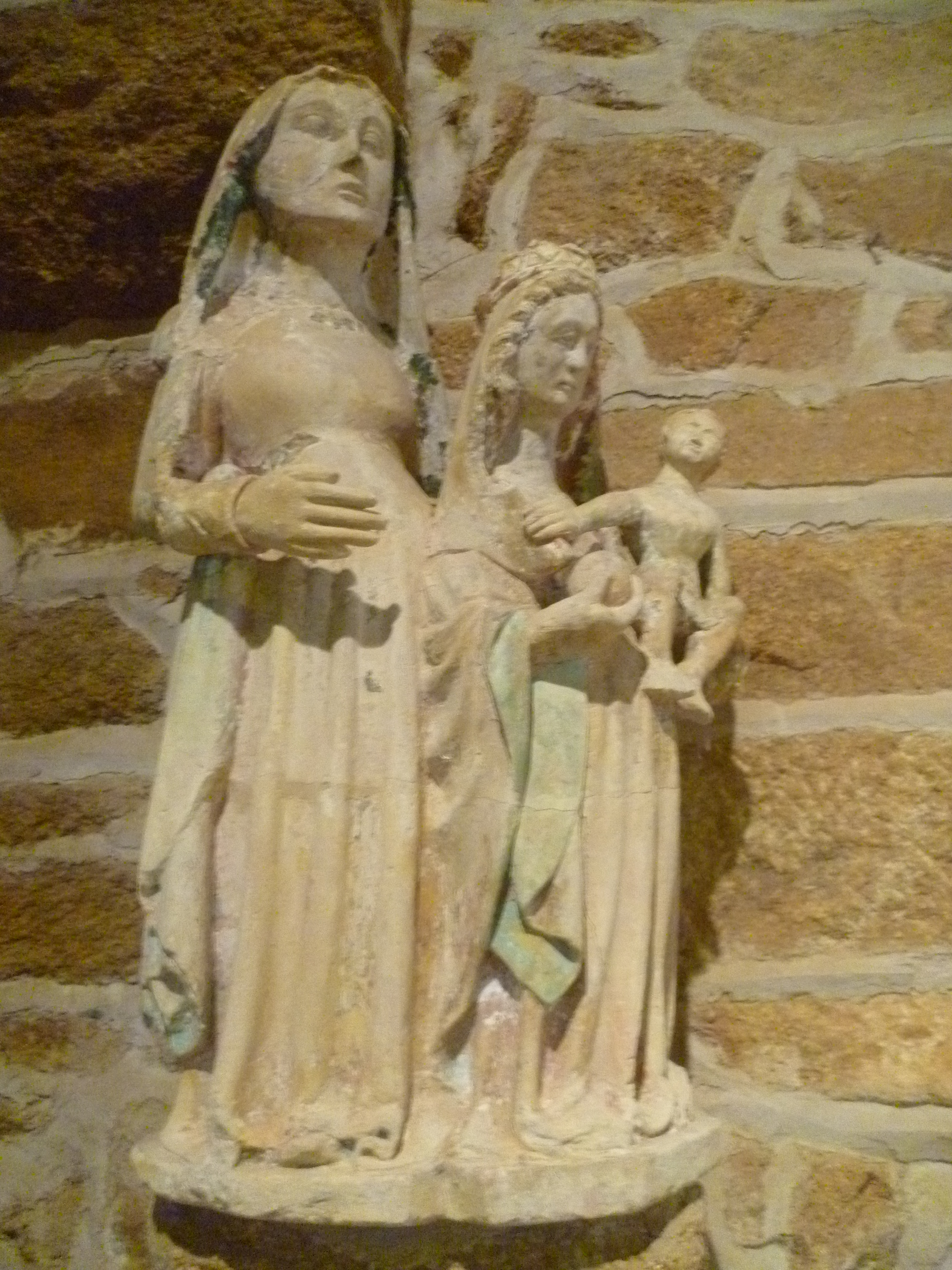
Skulpturengruppe Anna selbdritt (15. Jahrhundert) in der Kapelle Notre-Dame de Port-Blanc

- Monuments historiques (Objekte) in Penvénan in der Base Palissy des französischen Kultusministeriums